# Nanivitrea helicoides
Nanivitrea helicoides là một loài ốc nước ngọt nhỏ, động vật thân mềm chân bụng có mài sống trong môi trường nước ngọt trong họ Hydrobiidae.

## Phân bố
Nanivitrea helicoides is đặc hữu của the Trinidad, Cuba with one population, Cuba. It have not been currently found and have perhaps disappeared.

## Miêu tả
Small snail of less than 3 mm.